# Jelena Anatoljewna Tschurakowa

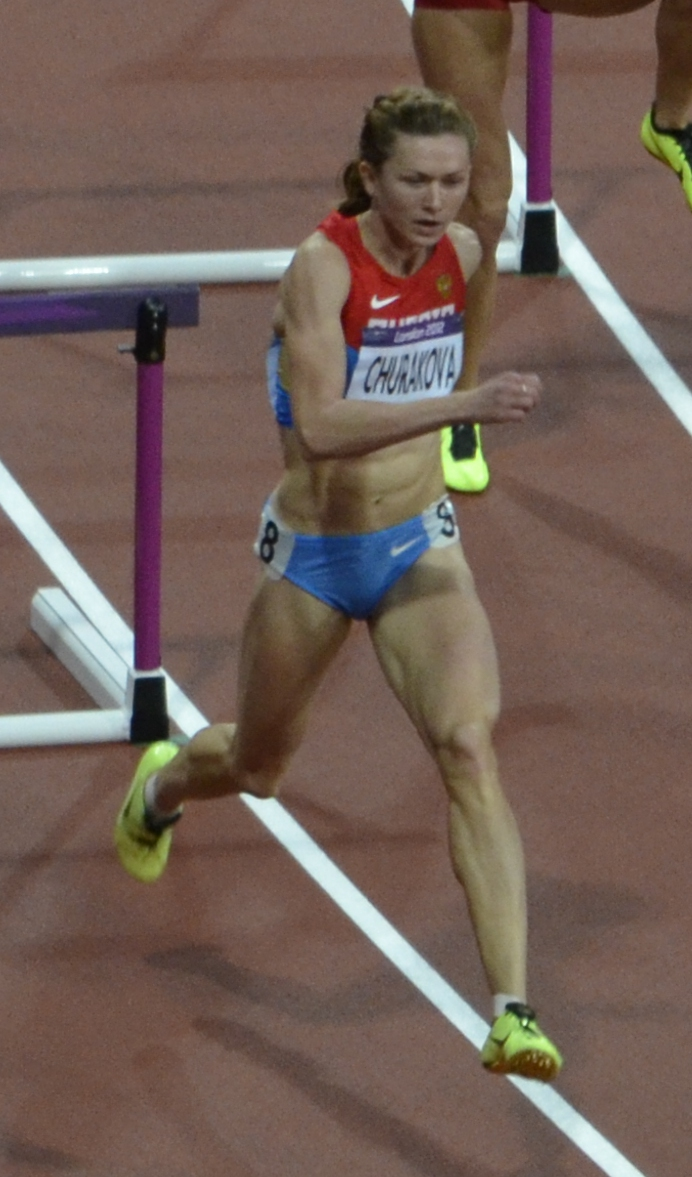
Jelena Tschurakowa (2012)

Jelena Anatoljewna Tschurakowa (russisch Елена Анатольевна Чуракова; * 16. Dezember 1986 in Kungur) ist eine russische Leichtathletin, die sich auf den 400-Meter-Hürdenlauf spezialisiert hat.
2009 nahm sie an den Weltmeisterschaften in Berlin teil, wo sie im Halbfinale ausschied. Zwei Jahre später erreichte sie bei den Weltmeisterschaften in Daegu den Endlauf und wurde Achte. 2012 lief Tschurakowa bei den Europameisterschaften in Helsinki in persönlicher Bestzeit von 54,78 Sekunden auf den fünften Platz. Bei den Olympischen Spielen in London erreichte sie jedoch nicht das Finale.
Bei einem Dopingtest wurde bei Tschurakowa 2013 unter anderem Testosteron nachgewiesen. Daraufhin wurde sie für zwei Jahre gesperrt.